# Jamajka na Letních olympijských hrách 1996
Jamajka se účastnila Letní olympiády 1996. Zastupovalo ji 46 sportovců (27 mužů a 19 žen) v 5 sportech.

## Medailisté
| Medaile | Jméno | Sport    | Soutěž                     |
| ------- | --- | -------- | -------------------------- |
| Zlato   | Deon Hemmingsová | Atletika | Ženy běh na 400 m překážek |
| Stříbro | Merlene Otteyová | Atletika | Ženy běh na 100 m          |
| Stříbro | Merlene Otteyová | Atletika | Ženy běh na 200 m          |
| Stříbro | James Beckford | Atletika | Muži skok daleký           |
| Bronz   | Michael McDonald Roxbert Martin Greg Haughton Davian Clarke Dennis Blake (rozběh) Garth Robinson (rozběh)                       | Atletika | Muži štafeta 4 × 400 m     |
| Bronz   | Nikole Mitchellová Michelle Freemanová Juliet Cuthbertová Merlene Otteyová Andria Lloydová (rozběh) Gillian Russellová (rozběh) | Atletika | Ženy štafeta 4 × 100 m     |